# Ломонд
Ломонд (англ. Lomond) — село в Канаді, у провінції Альберта, у складі муніципального району Вулкан.

## Населення
За даними перепису 2016 року, село нараховувало 166 осіб, показавши скорочення на 4,0%, порівняно з 2011-м роком. Середня густина населення становила 137 осіб/км².
З офіційних мов обидвома одночасно володіли 5 жителів, тільки англійською — 150, а 5 — жодною з них. Усього 40 осіб вважали рідною мовою не одну з офіційних.
Працездатне населення становило 70 осіб (53,8% усього населення), рівень безробіття — 14,3% (0% серед чоловіків та 0% серед жінок). 85,7% осіб були найманими працівниками, а 0% — самозайнятими.
Середній дохід на особу становив $12 013 (медіана $12 002), при цьому для чоловіків — $12 013, а для жінок $12 013 (медіани — $12 002 та $12 002 відповідно).
16% мешканців мали закінчену шкільну освіту, не мали закінченої шкільної освіти — 40%, 44% мали післяшкільну освіту, з яких 18,2% мали диплом бакалавра, або вищий.
| Статево-вікова структура населення | Статево-вікова структура населення | Статево-вікова структура населення | Статево-вікова структура населення | Статево-вікова структура населення |
| ---------------------------------- | ---------------------------------- | ---------------------------------- | ---------------------------------- | ---------------------------------- |
|                                    |                                    |                                    |                                    |                                    |
| Всього                             | Всього                             | 55,9%44,1%                         |                                    |                                    |
| 0 — 14 років                       | 0 — 14 років                       |                                    | 20,6%                              | 20,6%                              |
| 15 — 64 років                      | 15 — 64 років                      |                                    | 52,9%                              | 52,9%                              |
| 65 і більше                        | 65 і більше                        |                                    | 26,5%                              | 26,5%                              |
| 85 і більше                        | 85 і більше                        |                                    | 2,9%                               | 2,9%                               |
| Середній вік (років)               | Середній вік (років)               | 40,642,8                           | 41,6                               | 41,6                               |
| Медіана (років)                    | Медіана (років)                    | 40,545,5                           | 41,6                               | 41,6                               |
| — чоловіки — жінки                 |                                    |                                    |                                    |                                    |

| Походження мешканців:     | Походження мешканців:     | Походження мешканців: | Походження мешканців: | Походження мешканців: |
| ------------------------- | ------------------------- | --------------------- | --------------------- | --------------------- |
| Походження                |                           |                       | осіб                  | %                     |
| Корінні американці        | Корінні американці        |                       | 10                    | 6.45%                 |
| Інше північноамериканське | Інше північноамериканське |                       | 25                    | 16.13%                |
| Європейське               | Європейське               |                       | 115                   | 74.19%                |
| британське                | британське                |                       | 85                    | 54.84%                |
| французьке                | французьке                |                       | 10                    | 6.45%                 |
| українське                | українське                |                       | 25                    | 16.13%                |
| Латинськоамериканське     | Латинськоамериканське     |                       | 20                    | 12.9%                 |
| Азійське                  | Азійське                  |                       | 15                    | 9.68%                 |

| Зайнятість населення за галузями (за класифікацією NOC): | Зайнятість населення за галузями (за класифікацією NOC): | Зайнятість населення за галузями (за класифікацією NOC): | Зайнятість населення за галузями (за класифікацією NOC): | Зайнятість населення за галузями (за класифікацією NOC): |
| -------------------------------------------------------- | -------------------------------------------------------- | -------------------------------------------------------- | -------------------------------------------------------- | -------------------------------------------------------- |
|                                                          |                                                          |                                                          |                                                          |                                                          |
| Управління                                               | Управління                                               |                                                          | 33,3%                                                    | 33,3%                                                    |
| Бізнес, фінанси та адміністрування                       | Бізнес, фінанси та адміністрування                       |                                                          | 16,7%                                                    | 16,7%                                                    |
| Мистецтво, культура, відпочинок та спорт                 | Мистецтво, культура, відпочинок та спорт                 |                                                          | 16,7%                                                    | 16,7%                                                    |
| Роздрібна торгівля та послуги                            | Роздрібна торгівля та послуги                            |                                                          | 16,7%                                                    | 16,7%                                                    |
| Природні ресурси, сільське господарство                  | Природні ресурси, сільське господарство                  |                                                          | 25%                                                      | 25%                                                      |

## Клімат
Середня річна температура становить 5°C, середня максимальна – 23,7°C, а середня мінімальна – -17°C. Середня річна кількість опадів – 380 мм.
| Клімат поселення                              | Клімат поселення | Клімат поселення | Клімат поселення | Клімат поселення | Клімат поселення | Клімат поселення | Клімат поселення | Клімат поселення | Клімат поселення | Клімат поселення | Клімат поселення | Клімат поселення | Клімат поселення |
| Показник                                      | Січ.             | Лют.             | Бер.             | Квіт.            | Трав.            | Черв.            | Лип.             | Серп.            | Вер.             | Жовт.            | Лист.            | Груд.            |                  |
| Середній максимум, °C                         | −2,89            | 0,70             | 5,77             | 12,73            | 18,51            | 22,73            | 23,72            | 23,60            | 18,30            | 12,31            | 3,54             | −1,61            |                  |
| Середня температура, °C                       | −9,94            | −6,36            | −1,28            | 5,70             | 11,44            | 15,69            | 17,82            | 17,68            | 12,38            | 6,40             | −2,38            | −7,53            |                  |
| Середній мінімум, °C                          | −16,99           | −13,41           | −8,32            | −1,36            | 4,40             | 8,63             | 11,88            | 11,74            | 6,44             | 0,47             | −8,31            | −13,46           |                  |
| Норма опадів, мм                              | 15               | 13               | 21               | 31               | 51               | 76               | 43               | 42               | 40               | 17               | 16               | 15               |                  |
| Середньомісячна швидкість вітру, м/с          | 4.39             | 4.10             | 4.45             | 4.50             | 4.37             | 4.00             | 3.60             | 3.50             | 3.90             | 4.40             | 4.60             | 4.39             |                  |
| Середньомісячна сонячна радіація, кДж/м²·день | 4281             | 7776             | 12940            | 17288            | 20816            | 22100            | 23555            | 20075            | 14203            | 8595             | 4565             | 3341             |                  |
| --------------------------------------------- | ---------------- | ---------------- | ---------------- | ---------------- | ---------------- | ---------------- | ---------------- | ---------------- | ---------------- | ---------------- | ---------------- | ---------------- | ---------------- |
| Джерело:                                      |                  |                  |                  |                  |                  |                  |                  |                  |                  |                  |                  |                  |                  |